# شمعدانی‌سانان
شمعدانی‌سانان (نام علمی: Geraniales) یکی از راسته‌های گیاهان است.
شمعدانی‌سانان راسته‌ای کوچک از دولپه‌ای‌های اغلب علفی با گونه‌های زینتی و دارویی هستند.